# Linebergssjön
Linebergssjön är en sjö i Ljungby kommun i Småland och ingår i Lagans huvudavrinningsområde. Sjöns area är 0,042 kvadratkilometer och den befinner sig 171 meter över havet.